# جان سپردن
جان سپردن (فرانسوی: L'Arme à gauche‎) که در کشورهای انگلیسی‌زبان، با عنوانِ اسلحهٔ دیکتاتور اکران شد، یک فیلم جنایی به کارگردانی کلود سوته است که در سال ۱۹۶۵ منتشر شد. از بازیگران آن می‌توان به لینو ونتورا، سیلوا کوشچینا و لئو گوردون اشاره کرد. این فیلم در اسپانیا و فرانسه تصویربرداری شد.